# Scheggia e Pascelupo
Scheggia e Pascelupo is een gemeente in de Italiaanse provincie Perugia (regio Umbrië) en telt 1480 inwoners (31-12-2004). De oppervlakte bedraagt 63,9 km², de bevolkingsdichtheid is 23 inwoners per km².

## Demografie
Scheggia e Pascelupo telt ongeveer 651 huishoudens. Het aantal inwoners daalde in de periode 1991-2001 met 5,1% volgens cijfers uit de tienjaarlijkse volkstellingen van ISTAT.
| Jaar | Inwoneraantal |
| ---- | ------------- |
| 1991 | 1557          |
| 2001 | 1477          |

## Geografie
De gemeente ligt op ongeveer 580 m boven zeeniveau.
Scheggia e Pascelupo grenst aan de volgende gemeenten: Cantiano (PU), Costacciaro, Frontone (PU), Gubbio, Sassoferrato (AN), Serra Sant'Abbondio (PU).
Assisi · Bastia Umbra · Bettona · Bevagna · Campello sul Clitunno · Cannara · Cascia · Castel Ritaldi · Castiglione del Lago · Cerreto di Spoleto · Citerna · Città della Pieve · Città di Castello · Collazzone · Corciano · Costacciaro · Deruta · Foligno · Fossato di Vico · Fratta Todina · Giano dell'Umbria · Gualdo Cattaneo · Gualdo Tadino · Gubbio · Lisciano Niccone · Magione · Marsciano · Massa Martana · Monte Castello di Vibio · Monte Santa Maria Tiberina · Montefalco · Monteleone di Spoleto · Montone · Nocera Umbra · Norcia · Paciano · Panicale · Passignano sul Trasimeno · Perugia · Piegaro · Pietralunga · Poggiodomo · Preci · San Giustino · Sant'Anatolia di Narco · Scheggia e Pascelupo · Scheggino · Sellano · Sigillo · Spello · Spoleto · Todi · Torgiano · Trevi · Tuoro sul Trasimeno · Umbertide · Valfabbrica · Vallo di Nera · Valtopina
1. ↑  https://demo.istat.it/?l=it.